# Right Here (SWV)
Right Here (Human Nature Remix) è il singolo di debutto di grande successo della girlband R&B SWV, uscito il 20 agosto 1992 come singolo principale del loro album di debutto It's About Time, pubblicato per intero il 27 ottobre dello stesso anno.
Divenuta celebre per il suo campionamento della canzone tra le più famose degli anni '80 Human Nature, di Michael Jackson, la canzone raggiunse il primo posto della classifica Billboard negli Stati Uniti, così come in molti altri Stati nel mondo.

## Descrizione
Lo Human Nature Remix fatto da Allen "Allstar" Gordon, ma accreditato a Teddy Riley, campiona la grande hit del 1982 di Michael Jackson Human Nature: inizialmente alle SWV, come rivelato in un'intervista del 2014, in realtà non piaceva il remix fatto da Teddy Riley, perché lo percepivano come "troppo noioso, ripetitivo e non destinato ad avere successo".
La prima strofa venne leggermente modificata dal testo pensato all'inizio, ed il bridge originale venne omesso.
Il remix presenta anche un giovanissimo Pharrell Williams, appena 18enne, che canticchia in sottofondo "S..., Double, U... To The V!", semplicemente lo spelling della band, che però piacque alle artiste e divenne una "chiamata" e un "grido di battaglia" comune durante tutti i concerti del gruppo in seguito.

## Accoglienza
Il brano, nonostante non gradito inizialmente dai suoi autori stessi, si rivelò un successo che rimase per ben sette settimane al numero 1 della prestigiosa classifica Billboard Hot 100 negli USA, così come altre tre settimane in cima alla classifica Rhythmic Top 40.
Anche in Europa fu un debutto eccezionale, tanto da raggiungere la Top 10 in quasi tutti gli Stati del continente, compresi l'Italia, dove si aggiudicò il 2º posto nel luglio 1993, e il Regno Unito, dove raggiunse il 3° nel settembre dello stesso anno.
È diventato uno dei singoli R&B più a lungo al 1º posto del 1992/1993, nonché uno dei più grandi successi della storia dell'R&B.

### Critica musicale
La rivista Billboard definì Right Here "un intrigante mix di funk e R&B, arricchito dalla forte personalità e voce sciolta di Cheryl Gamble, armoniosamente accompagnata dal break rap impertinente stile En Vogue e TLC di Tamara Johnson". La piattaforma Complex ha descritto lo Human Nature Remix come "semplicemente geniale".
Lo sportivo ed esperto di musica Alan Jones della Music Week valutò il brano con 4 stelle su 5, aggiungendo il giudizio: "Queste tre ragazze cantano in maniera efficace e piacevole, in perfetta armonia e sintonia tra loro, e non possono che trarre vantaggio dalla loro unione!".
Scrivendo per la rivista Spin, Charles Aaron descrisse la canzone, nel 1993, come un "un'appropriazione inquietantemente piacevole del capolavoro di Michael Jackson, che ti permette di goderti la sua voce in un modo mai sentito prima! Grazie a Teddy Riley per il remix, ma soprattutto a questo straordinario trio femminile, che fa sognare e credo che sarà un'ottima colonna sonora di questi anni '90!".

## Successo commerciale
Il singolo si rivelò un successo anche sul piano commerciale, vendendo oltre 1 milione di copie nel solo 1993 ed ottenendo il prestigiosissimo disco di platino da parte della RIAA.
Nel 2003, la stilosa rivista Q ha posto Right Here\Human Nature Remix al numero 651 nella lista delle "1001 migliori canzoni di sempre", così come Complex, che l'ha posizionata al 27º posto nella classifica delle "30 migliori canzoni R&B degli anni '90".
Billboard l'ha nominata 17ª nella lista delle "100 migliori canzoni di gruppi femminili di tutti i tempi"; e, infine, nello stesso anno, Spin classificò la canzone al numero 20 nella lista delle "30 migliori canzoni R&B degli anni '90".

## Nella cultura di massa
Right Here (Human Nature Remix) appare nella colonna sonora e nel film Free Willy - Un amico da salvare di Simon Wincer (1993).
Right Here (Human Nature Remix) è stata nuovamente remixato per un successivo EP delle SWV The Remixes.
Right Here (Human Nature Remix è stata campionata anche dal defunto rapper 2Pac nel brano Thug Nature dell'album postumo Too Gangsta for Radio (2001).
La canzone del famoso cantante R&B Chris Brown She Ain't You (2011) campiona proprio la versione remixata di SWV di Human Nature. Infine, la canzone è stata anche campionata da Nas nella canzone di grande successo It Ain't Hard to Tell, dal suo album di debutto Illmatic (1994).

## Classifiche

### Classifiche settimanali
| Classifica (1993)                   | Posizione massima |
| ----------------------------------- | ----------------- |
| Australia                           | 20                |
| Belgio                              | 28                |
| Canada                              | 5                 |
| Europa                              | 10                |
| Francia                             | 31                |
| Germania                            | 33                |
| Italia                              | 2                 |
| Irlanda                             | 10                |
| Paesi Bassi                         | 14                |
| Nuova Zelanda                       | 7                 |
| Regno Unito                         | 3                 |
| Svezia                              | 21                |
| Stati Uniti (Billboard Hot 100)     | 2                 |
| Stati Uniti (Billboard R&B/Hip Hop) | 1                 |
| Zimbabwe                            | 1                 |

### Classifiche di fine anno
| Grafico (1993)              | Posizione massima |
| --------------------------- | ----------------- |
| Europa (Eurochart Hot 100)  | 97                |
| Paesi Bassi                 | 87                |
| Nuova Zelanda               | 33                |
| Regno Unito                 | 34                |
| Stati Uniti (Billboard 200) | 29                |